# Alois Dobler
Alois Dobler (* 26. September 1929 in Schübelbach; heimatberechtigt in Schübelbach) ist ein Schweizer Politiker (CVP).

## Leben
Dobler studierte Rechtswissenschaften an den Universitäten von Zürich, Heidelberg, Genf und Den Haag. Er promovierte im Jahre 1958 zum Dr. iur. in Zürich. Während seiner Studienzeit war er von 1956 bis 1957 Zentralpräsident des Schweizerischen Studentenvereins. Er arbeitete dann von 1961 bis 1971 zuerst als Gerichts- und Landschreiber des Bezirks March und war dann ab 1971 Rechtsanwalt in Lachen.
Sein politischer Werdegang begann im Gemeinderat von Lachen in den Jahren 1964 bis 1968. Dann wurde er ins kantonale Parlament gewählt und war von 1972 bis 1976 im Kantonsrat von Schwyz. In dieser Zeit präsidierte er die neu entstandene Kantonalpartei der CVP des Kantons Schwyz. Im Jahre 1975 wurde er in den Ständerat gewählt und hatte dieses Amt bis 1991 inne. Er amtete als Ständeratspräsident (1986/87) und war in unzähligen Kommissionen vertreten (unter anderem war er Präsident der Finanz- und Geschäftsprüfungskommission). Ebenso gehörte er der Schweizer Delegation für die Europäische Freihandelsassoziation (EFTA) an. In den Jahren 1992 bis 1995 amtete er als erster Schweizer Bankenombudsmann.